# Бойне, Мари
Мари Бойне Персен (норв. и северносаам. Mari Boine Persen), более известная как Мари Бойне (норв. и северносаам. Mari Boine; род. 8 ноября 1956, Карасйок) — норвежская саамская певица. Известна как исполнитель песен (баллад) собственного сочинения, в которых, помимо традиционной саамской музыки (в том числе в стиле йойк), присутствуют элементы джаза и рока.

## Биография
Мари Бойне родилась и выросла в традиционной семье саамов, занимавшихся рыбной ловлей и сельским хозяйством (отец, кроме того, был плотником), в деревне Gámehisnjárga на одноимённом мысу на реке Анарйокка рядом с границей с Финляндией — в муниципалитете (коммуне) Карасйок самой северной норвежской губернии (фюльке) Финнмарк. Отец — Йосеф Бойне Ольсен (1922—1990), мать — Кирстен Вуолаб (1924—1991). Её родители принадлежали к общине лестадианцев, язык и культура саамов здесь не ценились, а йойки — традиционные саамские песнопения — назывались «дьявольскими песнями». Природа, окружавшая Мари в детстве, резко контрастировала со школой, в которую она ходила. Все предметы в школе преподавались на норвежском языке, всё, связанное с саамской культурой, хотя и не находилось под официальным запретом, но фактически искоренялись, а психологическая обстановка была такой, что ей, по её собственному признанию, неоднократно озвученному в разных интервью, было стыдно за то, что она принадлежит к саамам и было б лучше, если б она родилась норвежкой. «Мы не только не гордились народной культурой — мы её стеснялись! Дома пели исключительно протестантские псалмы, народная песня была немыслима».
После школы Бойне получила образование в Университетском колледже в Алте, затем несколько лет работала школьным учителем в муниципалитете Порсангер. Именно в период работы в школе она написала свою первую песню; это произошло после того, как она услышала композицию Джона Леннона Working Class Hero. По воспоминаниям Мари, она поняла, что эта песня — про её жизнь. «Джон был мальчиком с рабочей окраины и пел об этом. О том, какой путь и какую школу нужно пройти, как выстоять. Я тоже чувствовала себя девочкой с окраины, испытывала те же эмоции». Слова её первой песни были написаны по мотивам текста Леннона. Со временем в ней всё в большей степени пробуждался протест против подчинённого, второсортного положения саамов (и саамских женщин в особенности) в норвежском обществе.

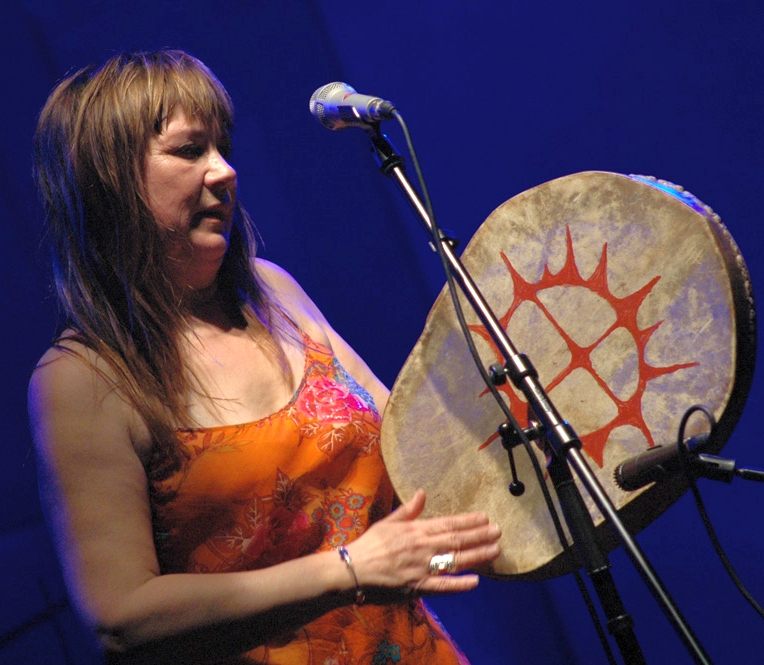
Мари Бойне в Варшаве (1997)

В песнях Мари Бойне в значительной степени отражаются её собственный опыт и переживания, её ощущение принадлежности к «презренному меньшинству». Большинство песен Мари — на её родном северносаамском языке, некоторые из них достаточно позитивны и посвящены природе Лапландии. Йойк «Саракка» посвящён богине целительства и созидания, охраняющей беременных и дающей силы новорождённым. Одна из немногих песен на норвежском — Oppskrift for Herrefolk («Как быть господствующим народом») из альбома 1989 года Gula Gula: это полное сарказма повествование, в котором говорится о «дискриминации и ненависти», о том, что есть немало хороших способов подавлять меньшинство, для этого можно использовать и Библию, и бренди, и штык.
Бойне считает, что условием выживания саамского народа является путь к себе — путь познания, самоосознания саамами себя как народа. По её мнению, «не политика, не экономика, а культура — вот главное. Мы [саамы] живем тяжело потому, что у нас мало знаний о самих себе. Мы поднимаемся лишь тогда, когда находим это знание, когда развиваемся, когда живем культурой… Самое главное — искусство и история предков».
Поёт в традиционном народном стиле с инструментальным и перкуссионным сопровождением (в том числе с бубном), используя стиль йойк с элементами йодлинга. Особенностью её творческой манеры является дополнение народного стиля элементами джаза, рока (фолк-рок) и поп-музыки. Ещё одной характерной особенностью концертов Мари является сочетание её вокальных номеров с сольными инструментальными партиями в исполнении музыкантов.

## Дискография

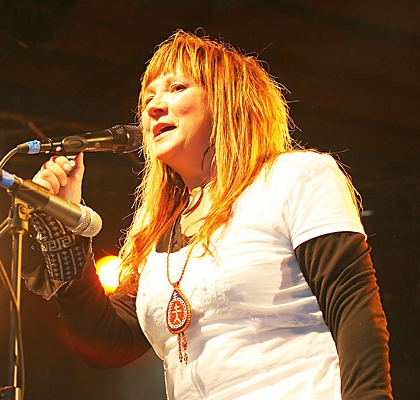
Мари Бойне на фестивале «Ридду Ридду» (2006)

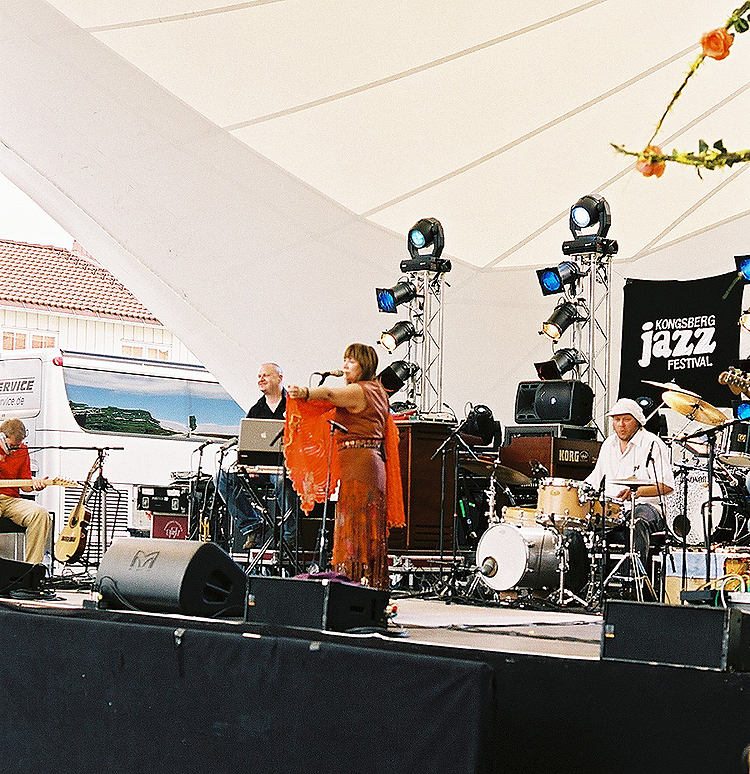
Мари Бойне на джазовом фестивале в Конгсберге (2007)

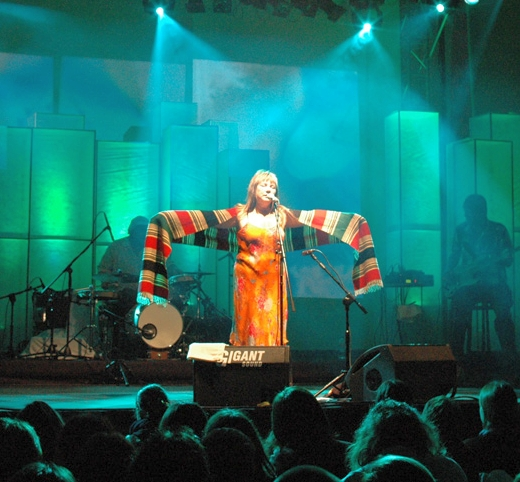
Мари Бойне в Варшаве (сентябрь 2007 года)

Приведены названия на саамском и норвежском языке, а также перевод на русский

### Jaskatvuođa maŋŋá (1985)
Jaskatvuođa maŋŋá / Etter stillheten / После тишины
A.1. Alla Hearra Guhkkin Oslos
A.2. Oktavuohta
A.3. Ceavlas Galbma Garvvuid Sis(te)
A.4. Mearrasapmelazzii
A.5. Sii Navccahuhttet Mu
B.1. Idja Lea Mannan
B.2. Anuheapmi
B.3. Koffor E Det Sa Stille
B.4. Na Darvanii Jahkku (для этой песни Мари Бойне использовала музыку песни Джона Леннона Working Class Hero, написав новые слова)
B.5. Oainnat Go Mo Cuvggoda Dal

### Gula Gula (1989)
Gula Gula / Hør stammødrenes stemme / Слушай голос матери племени
1. Gula Gula
2. Vilges Suola
3. Balu Badjel Go Vuoittán
4. Du Lahka
5. It Šat Duolmma Mu
6. Eadnán Bákti
7. Oppskrift For Herrefolk
8. Duinne

### Goaskinviellja (1993)
Goaskinviellja / Ørnebror / Брат орла
1. Čuvges Vuovttat, Duođalaš Čalbmi
2. Sámi Eatnan Duoddarat
3. Modjás Kátrin
4. Dás Áiggun Čuožžut
5. Dolgesuorbmagežiiguin
6. Skádja
7. Goaskinviellja
8. Ráhkesvuođain
9. Mu Áhkku
10. Ále Ále Don

### Leahkastin (1994)
1. Gumppet Holvot
2. Ále Šat
3. Čuovgi Liekkas
4. Áhččai
5. Maid Áiggot Muinna Eallin
6. Mielahisvuohta
7. Gilvve Gollát
8. Gulan Du
9. Vuolgge Mu Mielde Bassivárrái
10. Mun Da’han Lean Oaivámuš
11. Dá Lean Mun

### Radiant Warmth (1996)
Компиляция дисков Goaskinviellja и Leahkastin

### Eallin (1996)
Запись концерта

### Bálvvoslatjna (1998)
Bálvvoslatjna / / Молельня
1. Eallin
2. Beaivvi Nieida
3. Risten
4. Girdi Olmmái / Geaidi Nissun
5. Álddagasat Ipmilat
6. Oarjjabeal Beaivvi Ja Mánu
7. Mu Váhkar Lásse
8. Alit Go Buot Várit
9. Thou Shalt Not
10. Etno Jenny

### Winter in Moscow (2001)
(совместно с Инной Желанной и Сергеем Старостиным)
1. Dás Áiggun Cuožžut
2. Песня лесорубов
3. Коридорная песня
4. Сестра моя ночь
5. Возле твоей любви
6. Одиночество-сестрица
7. Roahkkadit Rohtte Luodi, Mánázan
8. Баллада о го́ре

### Gávcci Jahkejuogu (2002)
Gávcci Jahkejuogu / / Восемь времён года
1. Boađan Nuppi Bealde
2. Reagákeahtes
3. Sáráhka Viina
4. Guovssahasaid Ájagáttis
5. Sielu Dálkkas
6. Mu Váibmu Vádjul Doppe
7. Beaivelottáš
8. Liegga Gokčas Sis'
9. It Dieđe
10. Duottar Rássi
11. Silba Várjala
12. Bottoža Dáhtun

### Idjagieđas (2006)
Idjagieđas / I Nattens Hand / В руке ночи
1. Vuoi Vuoi Mu (Suka Blet Version)
2. Idjagieđas
3. Suoivva
4. Gos Bat Munno Čiŋat Leat?
5. Mu Ustit, Eŋgeliid Sogalaš
6. Davvi Bávttiin
7. Lottáš
8. Diamántta Spáillit
9. Geasuha
10. Áfruvvá
11. Uldda Nieida
12. Fápmodálkkas

### Kautokeino-opprøret (2008)
Саундтрек фильма «Восстание в Каутокейно»
1. Elen Skum
2. Válddi vuoigna
3. Deaivideapmi
4. Doaivut ja vuoimmehuvvat

### Čuovgga Áirras (2009) feat. WAR Production
Čuovgga Áirras / Sterna Paradisea
1. Lene Májjá
2. Ipmiliin hálešteapmi
3. Soagŋosilbbat
4. Soria Moria Palássa
5. Čuovgga áirras
6. Claudiinna lávlla
7. Skealbma
8. Iđitveiggodettin
9. De mana, ráhkásan
10. Lihkahusat
11. Go idja nuossala

## Гастроли в России
Бойне впервые была в России в 1991 году. В июне 2005 года состоялся концерт в Ловозере, саамском селе Мурманской области.
В апреле 2010 года Бойне должна была дать концерт в Москве, однако её визит не состоялся из-за извержения исландского вулкана Эйяфьядлайёкюдль и отмены авиарейсов.В сентябре 2010 года дала концерт в Архангельске в рамках Дней Норвегии. 31 мая 2011 года в Центральном дома художника состоялся единственный концерт Бойне в Москве. 7 апреля 2014 года состоялся концерт Бойне в Мурманске (в рамках Дней Северных стран).

## Почести

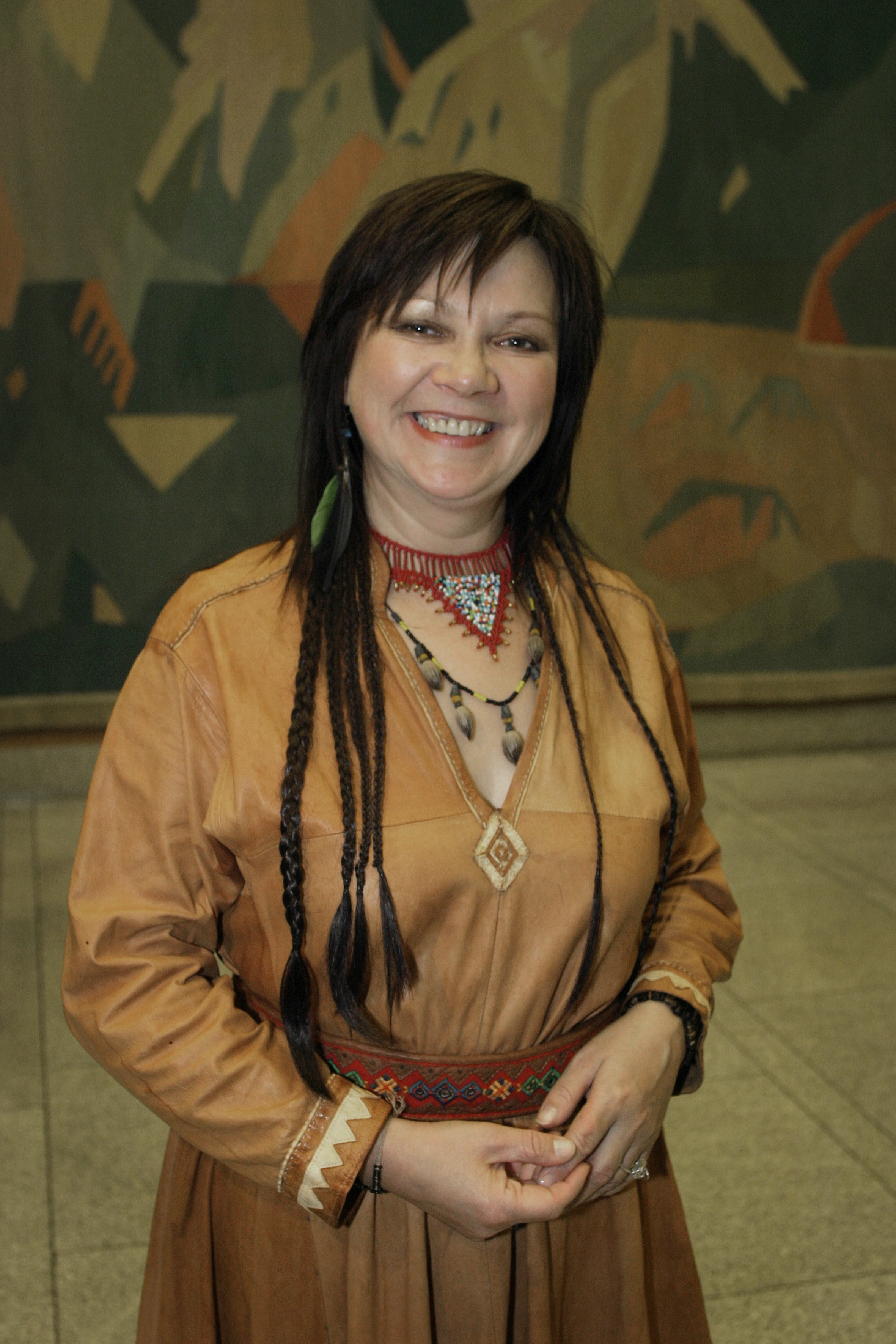
Мари Бойне на заседании Северного совета по случаю награждения её Музыкальным призом этой организации. Осло, 2003

- В 2003 году Бойне была награждена Музыкальным призом Северного совета[англ.].
- 18 сентября 2009 года Мари Бойне за её творческую деятельность было присвоено звание кавалера первого класса Королевского Норвежского ордена Святого Олафа[5].

## Семья
Есть дети и внуки. По словам Мари, больше всего на свете она любит ходить с внуками на рыбалку и за ягодами.